# Арт Карни
Артур Вилијам Метју „Арт” Карни (енгл. Arthur William Matthew "Art" Carney; Маунт Вернон, 4. новембар 1918 — Честер, 9. новембар 2003) био је амерички глумац који је глумио на филму, телевизији, позоришту и радију. Најпознатији је по улози Еда Нортона у ситкому The Honeymooners, као и по освајању Оскара на најбољу мушку улогу у филму Хари и Тонто.

## Детињство
Карни, најмлађи од шест синова (Фред, Џек, Нед, Фил, Роберт) рођен је у Монт Вернону, Њујорк, као син Хелен (рођене Фарел) и Мајкла Карнија, новинара и публицисте. Његова породица је ирског порекла и католичке вере. Учио је средњу школу Е. Б. Дејвис. Карни је регрутован у пешадију током Другог светског рата. Током битке за Нормандију, рањен је у ногу једним шрапнелом па је због тога до краја живота храмао на ту ногу.

## Каријера

### Радио
Карни је био певач-комичар који је наступао са оркестром Хорација Хајдта на радију током ’30-их. Посебно је био популаран шоу Pot o' Gold, који је један од првих радио емисија који је подразумевао давање новца слушаоцима. Карнијева филмска каријера је почела са изостављеном улогом у филму Pot o' Gold (1941), екранизацијом истоимене емисије, где је он играо члана Хајдтовог оркестра. Карни, иначе веома талентован имитатор, радио је на радију без престанка током ’40-их, играјући карактерне улоге и имитирајући познате. 1941. је био домаћин емисије Matinee at Meadowbrook.
Једна од његових радијских улога током ’40-их била је улога рибара Реда Лантерна у авантури Land of the Lost. 1943. је играо Билија Олдама у радио драми Joe and Ethel Turp, која је базирана на причама Дејмона Рањона. Појављивао се и у Шоуу Хенрија Моргана 1946—1947. године. Имитирао је Рузвелта у радио-серији The March of Time, те Двајта Ајзенхауера у радио-серији Living 1948. године. 1950—1951. године је играо Монтагијевог оца у серији The Magnificent Montague. Играо је споредне улоге у радио-серијама Casey, Crime Photographer и Gang Busters.